# Protenes angustus
Protenes angustus är en plattmaskart. Protenes angustus ingår i släktet Protenes och familjen Telorchiidae. Inga underarter finns listade i Catalogue of Life.